# Доброту
Доброту (рум. Dobrotu) — село у повіті Арджеш в Румунії. Входить до складу комуни Албештій-де-Арджеш.
Село розташоване на відстані 142 км на північний захід від Бухареста, 41 км на північний захід від Пітешть, 118 км на північний схід від Крайови, 89 км на південний захід від Брашова.

## Населення
За даними перепису населення 2002 року у селі проживали 998 осіб, усі — румуни. Усі жителі села рідною мовою назвали румунську.